# Liber De Regno Sicilie
La Historia o Liber De Regno Sicilie è una cronaca del XII secolo. Scritta in latino medievale, copre gli anni 1154-1169. Il suo autore vi narrò la storia del Regno normanno di Sicilia, incentrata soprattutto sui tempi del re Guglielmo il Malo (†1166) e sui primi anni del regno di Guglielmo II.

## Edizioni
Il codice originale è andato perduto: il testo di cui si dispone è quello tramandato dalla sua editio princeps, pubblicata a Parigi, da Gervasio de Tournay, nel 1550, insieme a una Epistola ad Petrum Panormitanae Ecclesiae thesaurarium de calamitate Siciliae, probabilmente dello stesso autore. 
- Editio princeps: Gervasio di Tournay, Historia (o Liber) de Regno Siciliae e Epistola ad Petrum Panormitanae Ecclesiae thesaurarium de calamitate Siciliae, Parigi, 1550
- Edizione critica: "La Historia o Liber de regno Siciliae e la Epistola ad Petrum Panormitanae ecclesiae thesaurarium di Ugo Falcando", ed. G. B. Siragusa, Roma (1897)

## Autore
Il nome di Ugo Falcando è ignoto da altre fonti coeve e lo stesso testo manoscritto non lo nomina mai. Esso era leggibile sul manoscritto perduto, ma si ritiene trattarsi di uno pseudonimo o, addirittura, il frutto di una confusione con uno dei proprietari del codice. Si tratta comunque di un letterato di altissimo livello, a suo agio con i classici e la composizione in elegante latino, doveva trattarsi di persona molto vicina alla corte normanna palermitana, presso cui doveva svolgere alti compiti amministrativi, vista l'alta competenza tecnico-burocratica. 
È stato ipotizzato, ad esempio, potersi trattare di Guglielmo di Blois, elegante autore della commedia elegiaca latina Alda, fratello di Pietro di Blois, consigliere, quest'ultimo, di Guglielmo II di Sicilia (Guglielmo il Buono).

## Contenuti
Il testo si presenta con consapevoli intenti letterari
La narrazione è programmaticamente limitata agli avvenimenti: intrighi e violenze di un mondo curiale palermitano che lasciano un'impressione di malvagità e di corruzione apocalittica, probabilmente al di là della realtà storica. Dal punto di vista politico, Falcando è chiaramente fautore dello fazione baronale, che si contrapponeva alla politica accentratrice portata avanti dalla che si appoggiava, per questo, alle forze "nuove" emergenti nel regno di Sicilia, soprattutto borghesi (Maione di Bari) e musulmani convertiti (Pietro il Gaito, Cancellarius del Regnum).
L'opera è importantissima per le notizie e le informazioni sull'ambiente di corte altrimenti ignote, ma va interpretata con le dovute cure data l'angolazione ideologica a cui essa è informata e a causa dell'aderenza del suo autore a un'impostazione attinta al suo modello letterario e storiografico, Sallustio.